# كيمي أديكويا
أولوواكيمي أديكويا (بالإنجليزية: Oluwakemi Adekoya) (مواليد 16 يناير 1993) عداءة مسافات متوسطة بحرينية الجنسية نيجيرية المولد. كيمي متخصصة في سباق 400 متر حواجز وحققت أفضل رقم لها وهو 54.59 ثانية.
برزت على المستوى الوطني في نيجيريا في عام 2011 عندما حلت خامسة في بطولة نيجيريا. في عام 2012 حسنت رقمها الشخصي بتحقيق 57.16 ثانية محققة المركز الثاني في لقاء الاتحاد الأفريقي لألعاب القوى في واري. في تلك السنة حلت ثانية في التصفيات الأولمبية النيجيرية مما لم يؤهلها كفاية للتأهل. اختيرت للمشاركة في بطولة العالم للناشئين لألعاب القوى 2012 ولكنها لم تشارك. في عام 2013 حققت رقم شخصي جديد قدره 55.30 ثانية عندما حلت ثانية خلف مويزات أجوك أودوموسو المصنفة أولى على مستوى نيجيريا في سباقات الحواجز كما حققت رقم قياسي شخصي في سباق 400 متر قدره 52.57 ثانية. الزمن الذي حققته في سباقات الحواجز جعلها ضمن أسرع 30 عداءة في العالم في تلك السنة.
أول سباق اشتركت فيه كيمي في عام 2014 مثل تغيرا كبيرا في حياتها المهنية. كان أول ظهور لها على حلبة الدوري الماسي استطاعت إلحاق الهزيمة بكبار المتنافسات في سباق 400 متر حواجز بتحقيقها زمن قدره 54.59 ثانية وأيضا اعتبر رقم قياسي بحريني بعدما تجنسها بجنسيتها في بداية السنة وعرضت لافتة كتب عليها «أنا ♥ البحرين» بعد انتصارها. قرر سليمان أوغبا رئيس اتحاد نيجيريا لألعاب القوى تقديم شكوى إلى الاتحاد الدولي لألعاب القوى مدعيا بأن عملية التجنيس كانت غير قانونية. ولكن كيمي لم تكن مسجلة رسميا في الاتحاد النيجيري لألعاب القوى لذا لم يكن يمنعها أي شيء من القيام بهذه الخطوة. أشار مسؤولون نيجيريون إلى وسائل الإعلام أن الدول الأفريقية بدأت تفقد رياضيين كبار لصالح دول غنية غير أفريقية (العدائين النيجيريين صمويل فرانسيس وفيمي أوغونودي انتقلا إلى قطر).
في مشاركتها الثانية في الدوري الماسي حلت ثانية خلف كاليس سبنسر في دورة ألعاب بيسليت ثم حلت ثالثة في لقاء سبايك أوسترافا الذهبي.

## الأرقام القياسية الشخصية
- 400 متر حواجز: 54.59 ثانية (2014).
- 400 متر: 50.86 ثانية (2015).

## روابط خارجية
- كيمي أديكويا على موقع الاتحاد الدولي لألعاب القوى (الإنجليزية)
- كيمي أديكويا على موقع الدوري الماسي (الإنجليزية)
- كيمي أديكويا على موقع أوليمبيديا (الإنجليزية)